# Майер-Ландрут, Лена
Ле́на Йоха́нна Тере́за Ма́йер-Ландру́т (нем. Lena Johanna Therese Meyer-Landrut; род. 23 мая 1991 года в Ганновере) — немецкая певица, выступающая под мононимом Лена. В 19 лет победила на «Евровидении-2010» в Осло. В следующем году снова представила свою страну на этом конкурсе.
Была наставницей немецкого телешоу «Голос. Дети» первые четыре сезона его существования (2013—2016), затем вернулась в седьмом (2019).
По состоянию на май 2019 года выпустила 5 альбомов. Первые два побывали на 1-м месте в Германии, три последующих добирались до 2-го.

## Биография

### Детство
Ле́на Ма́йер-Ландру́т родилась 23 мая 1991 года в Ганновере, Германия. Была единственным ребёнком в семье.
Мать воспитывала дочку одна. Её отец оставил семью, когда Лене было два года. Лена — внучка уроженца Эстонии Андреаса Майер-Ландрута, посла Западной Германии в Советском Союзе с 1980 по 1983 и с 1987 по 1989 годы (работника посольства ФРГ в СССР с 1950-х годов).
С пяти лет Лена занималась танцами: сначала бальными, затем — различных современных стилей, включая хип-хоп и джазовый. Играла роли второго плана в ряде немецких телесериалов. Училась в ганноверской школе IGS Roderbruch, сдала выпускные экзамены в апреле 2010 года.

### «Евровидение-2010»
12 марта 2010 года 18-летняя Лена Майер-Ландрут неожиданно для всех победила в немецком национальном отборе на 55-й международный песенный конкурс «Евровидение-2010», получив право представлять свою страну с песней «Satellite».
Через неделю после победы в национальном отборе клип к её песне был просмотрен на популярном видеохостинге YouTube более 2,5 миллиона раз, задолго до начала конкурса обогнав по просмотрам песни многих участников этого года, а также победителей конкурсов предыдущих лет. К первому полуфиналу просмотров будет уже 9,7 миллиона, к финалу — 17,2 миллиона.
Будучи представителем одной из стран «Большой четвёрки», Лена автоматически прошла в финал, который состоялся в Осло в субботу 29 мая. По жеребьёвке среди участников финала ей достался 22-й номер из 25-ти.
Заработав 246 баллов, она с большим отрывом победила. Второе и третье места заняли группа maNga из Турции (170 баллов) и румынский дуэт Паулы Селинг и Ови (162 балла).
После объявления результатов конкурса Лене был вручён главный приз «Евровидения» — хрустальный микрофон.
Три песни Лены Майер-Ландрут заняли первые три места в германском iTunes Store[уточнить].

### «Евровидение-2011»
Германия решает ещё раз отправить Лену на конкурс «Евровидение-2011», который та своей прошлогодней победой привезла в Дюссельдорф на «Эсприт Арену». С песней «Taken by a Stranger» Лена выступила сразу в финале 14 мая 2011 года и, набрав 107 баллов, заняла 10-е место.

### «Евровидение-2012»
На проходившем в Баку «Евровидении 2012» Лена была среди тех, кто поднялся на сцену во время второго полуфинала: между выступлениями его участников и объявлением финалистов состоялось выступление последних пяти победителей конкурса. Каждый из их (за исключением дуэта Ell & Nikki) спел отрывок из своей победной песни под аккомпанемент какого-нибудь азербайджанского народного инструмента (инструментов). Лена Майер пела под аккомпанемент саза и нагары. В конце все шестеро исполнили песню «Waterloo», принесшую победу на «Евровидении-1974» шведской группе ABBA.
Осенью 2012 года у Лены выходит 3-й альбом Stardust. И альбом, и изданная первым синглом с него одноимённая песня добираются до 2-го места в немецких официальных чартах.

### 2015: 4-й альбомCrystal Sky
В 2015 году Лена возвращается с 4-м альбомом Crystal Sky, в котором её звучание меняется на более электронное. При работе над альбомом певица сотрудничала с авторами из других стран (Великобритания, США). Для первого сингла с него была выбрана песня «Traffic Lights» (в переводе с англ. — «Светофоры»).
Вместе с ограниченным изданием альбома выходят ещё два новых клипа: «Catapult» (совместно с Кат Винтер), а также «Home» — эту песню Лена посвятила своей умершей подруге. В конце клипа можно увидеть надпись «In memory of Kaya»; сама певица говорит, что песня была написана в Лондоне и является сообщением для мира: «Эта песня не для меня, она для каждого человека на земле, каждый должен знать, что была такая великая девушка Кая». Альбом достигает 2-й строчки в iTunes Германии и 1-й строчки в ITunes Болгарии. Кроме того, сингл «Catapult» достиг 2-й строчки чартов Латвии и Азербайджана. Песня «Wild & Free» входит в официальный саундтрек к фильму «Зачётный препод 2». В марте 2015 года становится известно, что следующим синглом альбома станет танцевально-электронная композиция «Beat to My Melody», 24 апреля этого же года — выпущен первый видеоклип на ремикс этой песни.

### 2018—2019: Возвращение в «Голос. Дети», 5-й альбомOnly Love, L
В октябре 2018 года немецкий телеканал Sat.1 объявил о начале съёмок седьмого сезона телешоу «Голос. Дети», который, как обычно, выйдет следующей весной. Также были названы имена наставников — Лена Майер-Ландрут после двухлетнего перерыва возвращалась в их число.
В ноябре 2018 года Лена вернулась на большую сцену с новым синглом «Thank You». Также было объявлено об открытии предзаказов на предстоящий пятый альбом, который будет озаглавлен Only Love, L. Сингл занял не очень высокие места в хит-парадах, 40-е в Германии и 50-е в Австрии.
15 марта выпустила ещё один сингл c будущего альбома, «Don’t Lie to Me», а через две неделю песню «Sex in the Morning» (с участием рэпера Рамза), а ещё через неделю, 5 апреля, вышел и сам альбом. Сингл «Don’t Lie to Me» дебютировал на 63-м месте в немецком официальном чарте, позже (уже в мае) добравшись до 51-го места, а альбом на 2-м.

## Дискография

### Студийные альбомы
| Год  | Альбом                                                                | Пиковые позиции в чартах | Пиковые позиции в чартах | Пиковые позиции в чартах | Пиковые позиции в чартах | Сертификации               | Продажи                   |
| Год  | Альбом                                                                | Флаг Германии            | Флаг Австрии             | Флаг Швейцарии           | Флаг ЕС                  | Сертификации               | Продажи                   |
| ---- | --------------------------------------------------------------------- | ------------------------ | ------------------------ | ------------------------ | ------------------------ | -------------------------- | ------------------------- |
| 2010 | My Cassette Player - Дата выхода: 7 мая 2010 - Лейбл: USFO, Universal | 1                        | 1                        | 3                        | 5                        | - Германия: 5 × золотой    | - Германия: 500.000+ экз. |
| 2011 | Good News - Дата выхода: 8 февраля 2011 - Лейбл: USFO, Universal      | 1                        | 7                        | 15                       |                          | - Германия: 1 × платиновый | - Германия: 200.000+ экз. |
| 2012 | Stardust - Дата выхода: 12 октября 2012 - Лейбл: USFO, Universal      | 2                        | 14                       | 31                       |                          | - Германия: 1 × золотой    | - Германия: 100.000+ экз. |
| 2015 | Crystal Sky - Дата выхода: 15 мая 2015 - Лейбл: Universal             | 2                        | 25                       | 40                       |                          |                            |                           |
| 2019 | Only Love, L - Дата выхода: 5 апреля 2019 - Лейбл: Universal          | 2                        | 4                        | 14                       |                          |                            |                           |

### Синглы
| 2010                                                                                  | «Satellite»                 | 1  | 2  | 1  | 1 | 2 | - Германия: 2 × платиновый - Швейцария: платиновый - Швеция: золотой | - Германия: 600.000+ экз. - Швейцария: 30.000+ экз. - Швеция: 10.000+ экз. | My Cassette Player |
| 2010                                                                                  | «Bee»                       | 3  | 2  | 7  | — | — |                                                                      |                                                                            | My Cassette Player |
| 2010                                                                                  | «Love Me»                   | 4  | 8  | 39 | — | — |                                                                      |                                                                            | My Cassette Player |
| 2010                                                                                  | «Touch a New Day»           | 13 | 26 | —  | — | — |                                                                      |                                                                            | My Cassette Player |
| 2011                                                                                  | «Taken by a Stranger»       | 2  | 18 | 29 | — | — |                                                                      |                                                                            | Good News          |
| 2011                                                                                  | «What a Man»                | 21 | —  | —  | — | — |                                                                      |                                                                            | Good News          |
| 2012                                                                                  | «Stardust»                  | 2  | 14 | 74 | — | — | - Германия: золотой                                                  |                                                                            | Stardust           |
| 2013                                                                                  | «Neon»                      | 38 | —  | —  | — | — |                                                                      |                                                                            | Stardust           |
| 2013                                                                                  | «Mr. Arrow Key»             | 46 | —  | —  | — | — |                                                                      |                                                                            | Stardust           |
| 2015                                                                                  | «Traffic Lights»            | 14 | 48 | —  | — | — |                                                                      |                                                                            | Crystal Sky        |
| 2015                                                                                  | «Wild & Free»               | 8  | 21 | 37 | — | — | - Германия: золотой                                                  |                                                                            | Crystal Sky        |
| 2016                                                                                  | «Beat to My Melody»         | —  | —  | —  | — | — |                                                                      |                                                                            | Crystal Sky        |
| 2017                                                                                  | «Lost in You»               | 58 | 72 | —  | — | — |                                                                      |                                                                            | —                  |
| 2017                                                                                  | «If I Wasn’t Your Daughter» | 35 | 54 | 31 | — | — |                                                                      |                                                                            | Gemini             |
| 2018                                                                                  | «Lost in You»               | 40 | 50 | —  | — | — |                                                                      |                                                                            | Only Love, L       |
| 2019                                                                                  | «Don’t Lie to Me»           | 51 | —  | —  | — | — |                                                                      |                                                                            | Only Love, L       |
| Песни отмеченные прочерком, («—»), не были изданы в этой стране или не попали в чарт. |                             |    |    |    |   |   |                                                                      |                                                                            |                    |

## Клипы
| Год  | Название                                        | Режиссёр                            |
| ---- | ----------------------------------------------- | ----------------------------------- |
| 2010 | «Satellite»                                     | Frank Paul Husmann, Manfred Winkens |
| 2010 | «Touch a New Day»                               | Marten Persiel                      |
| 2011 | «Taken by a Stranger»                           | Wolf Grezenz                        |
| 2011 | «What a Man»                                    | Wolf Grezenz                        |
| 2012 | «Stardust»                                      | Bode Brodmüller                     |
| 2013 | «Neon (Lonely People)»                          | Bode Brodmüller                     |
| 2013 | «Mr. Arrow Key»                                 | Sandra Ludewig                      |
| 2015 | «Traffic Lights»                                | Julian Ticona Cuba, Daniel Bartels  |
| 2015 | «Wild & Free»                                   | Vi-Dan Tran                         |
| 2015 | «Catapult» (featuring Kat Vinter & Little Simz) | Vi-Dan Tran, Shawn Bu               |
| 2015 | «Home»                                          | Vi-Dan Tran, Shawn Bu               |
| 2016 | «Beat to My Melody»                             | Vi-Dan Tran                         |
| 2016 | «Beat to My Melody» (Dayne S Remix)             | Vi-Dan Tran                         |
| 2017 | «If I Wasn’t Your Daughter»                     | Vi-Dan Tran                         |
| 2017 | «Lang Lebe Die Gang» (featuring GENETIKK)       | Gerrit Piechowski                   |
| 2018 | «Thank You»                                     | Mario Clement                       |
| 2019 | «Don’t Lie to Me»                               | Paul Ripke                          |
| 2019 | «Boundaries»                                    | Björn Dunne                         |
| 2019 | «Love»                                          | Henrik Alm                          |

## Видеоальбомы
| Альбом |
| --- |
| Good News Live - Релиз: 9 мая 2011 - Лейбл: USFO, Universal Music - Записан 15 апреля 2011 года в Festhalle Frankfurt am Main |